# Friedrich Jakob Dochnahl
Friedrich Jakob Dochnahl (nacido el 4 de marzo de 1820 en Neustadt an der Weinstraße (anteriormente: Neustadt an der Haardt); †fallecido el 18 de julio de 1904 en el mismo lugar de nacimiento) fue un naturalista, pomólogo, e  historiador local alemán del siglo XIX.

## Biografía
Friedrich Jakob Dochnahl aprendió jardinería y se dedicó especialmente a los estudios botánicos y pomológicos . A partir de 1849 vivió en Cadolzburg en la Franconia Media. Dirigió el vivero de árboles "Haffner" allí durante algunos años. Después de pelearse con Haffner, fundó su propio vivero de árboles en la vecina Wachendorf . En 1861 se trasladó de nuevo a su ciudad natal. Se esforzó por mejorar la fruticultura y la viticultura alemanas, en particular a través de numerosas publicaciones y evaluaciones en exposiciones de frutas.
Dochnahl estableció su propio sistema pomológico y también trató de promover el cultivo del sauce, la mejora racional del vino en el sentido de Ludwig Gall, Jean-Antoine Chaptal y Pétiot, así como la vinificación artificial sin uvas y sin fermentación . En mayo de 2016, el botánico Norbert Holstein y su colega Werner Greuter sugirieron suprimir los escritos recopilados de Dochnahl en futuros trabajos científicos.
Recibió un premio de la «"Deutschen Akademie der Naturforscher"» Academia Alemana de Ciencias .
Además de su trabajo de historia natural, Friedrich Jakob Dochnahl también fue un entusiasta historiador local. Publicó los resultados de su investigación en forma de libro en 1867 bajo el título «"Chronik von Neustadt an der Haardt, nebst den umliegenden Orten und Burgen, mit besonderer Berücksichtigung der Weinjahre"» (Crónica de Neustadt en el Haardt, junto con las ciudades y castillos circundantes, con especial referencia a los años del vino). En el prólogo escribe que durante 25 años recopiló todo el material histórico que pudo encontrar sobre su ciudad natal en las más diversas fuentes, en su mayoría no impresas.

## Obras
- Neues pomologisches System oder natürliche Classification der Obst- und Traubensorten nach einem Grundprincip, Jena 1847
- Die allgemeine Centralobstbaumschule, ihre Zwecke und Einrichtung Nebst einem Anhange: Erstes Verzeichniß der vorhandenen Obst- und Traubensorten, zur Kenntnißnahme und Auswahl bei der unentgeltlichen Abgabe von Edelreisern und Stecklingen 235 S., Jena 1848 (Digitalisat)
- Pomona. Allgemeine deutsche Zeitschrift für den gesamten Obst- und Weinbau Als Centralblatt der Pomologie, umfassend die Kenntniß, Erziehung, Pflege und Benutzung der Obstpflanzen und ihrer Früchte, Regensburg und Nürnberg 1851–66
- Die Lebensdauer der durch ungeschlechtliche Vermehrung erhaltenen Gewächse, besonders der Culturpflanzen, Preisschrift, Berlín 1854 (Digitalisat)
- Catechismus des Weinbaues, Leipzig 1855
- Der sichere Führer in der Obstkunde auf botanisch-pomologischem Wege, oder, Systematische Beschreibung aller Obstsorten (4 Bände), Schmid, Nürnberg 1855–1860
  - Band 1 (1855): Aepfel (Friedrich Jakob Dochnahl en Google Libros)
  - Band 2 (1856): Birnen, Quitten, Speyerlinge, Azerolen und Mispeln (Friedrich Jakob Dochnahl en Google Libros)
  - Band 3 (1856): Steinobst (Friedrich Jakob Dochnahl en Google Libros)
  - Band 4 (1860): Schalen- und Beerenobst (Friedrich Jakob Dochnahl en Google Libros)
- Die Kultur der schwarzen Malve oder das Tagwerk Landfläche 200 Thaler Ertrag, 32 S., Nürnberg 1856 (Digitalisat)
- Anleitung die Holzpflanzen Deutschlands an ihren Blättern und Zweigen zu erkennen, Nürnberg 1860 (Digitalisat)
- Bibliotheca Hortensis, Nürnberg 1861 (Digitalisat) – Bibliographie der 1750–1860 erschienenen deutschen Gartenliteratur
- Anleitung zur Taxation der Obstbäume für die Expropriation bei Damm-, Bahn- und anderen Bauten, Preisschrift, Worms 1870
- Katechismus des Weinbaues, der Rebenkultur und der Weinbereitung, 2. Auflage, Leipzig 1873
- Die neue Weinbereitung mit und ohne Kelter zur Erzielung eines vermehrten Ertrags der Weinberge, 28 S., Frankfurt 1873
- Die Band- und Flechtweiden und ihre Kultur als der höchste Ertrag des Boden’s, Frankfurt 1881
- Die künstliche Weinbereitung und die naturgemäße Verbesserung und Vermehrung des Obst- und Traubenweines nach den neuesten, einfachsten und zuverlässigsten Methoden. Mit Tabellen. Faßlich dargestellt für Jedermann, 201 S., 4. Auflage, Basel 1895
- Chronik von Neustadt a. d. Haardt, nebst den umliegenden Orten und Burgen, mit besonderer Berücksichtigung der Weinjahre / unter Mitwirkung von Andreas Sieber bearbeitet von Friedr. Jac. Dochnahl. Mit Abbildungen und einer Karte der Römerstraßen, Gottschick-Witter, Neustadt an der Haardt 1867 (Friedrich Jakob Dochnahl en Google Libros)
- Die Band- und Flechtweiden und ihre Kultur als der höchste Ertrag des Bodens, Frankfurt a. M. 1881